# Gabriel Rasty-Petzalis

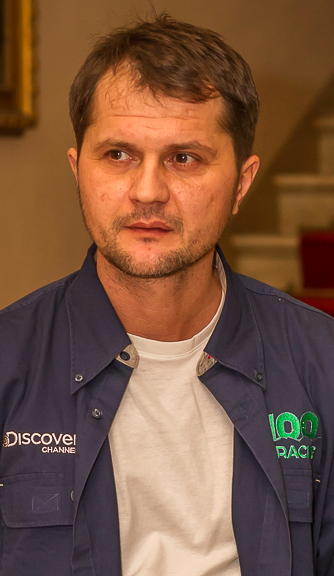
Rasty Petzalis, inițiatorul proiectului 100tracks

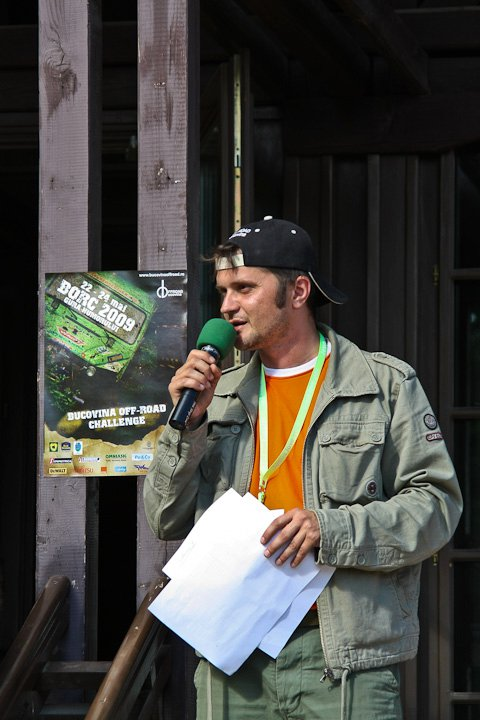
Rasty Petzalis 2

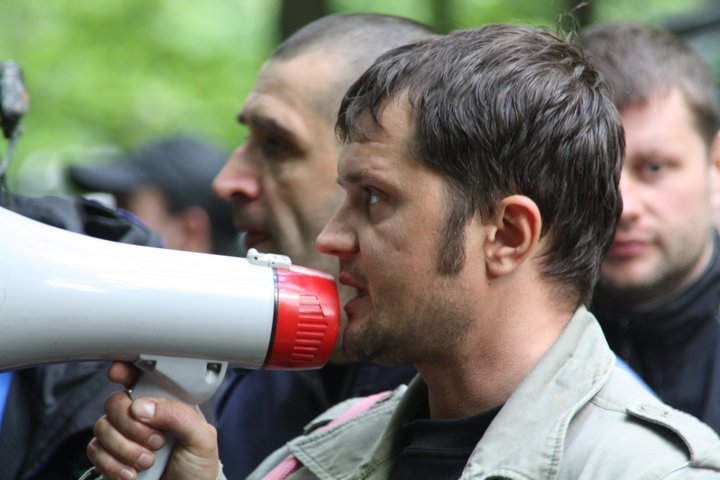
Rasty Petzalis 3

Gabriel Rasty-Petzalis (n. 29 martie 1976), cunoscut în lumea motorsportului ca Rasty, se numără printre cei mai cunoscuți promotori ai fenomenului off-road din România. El este cel care a obținut, în 2010, în premieră pentru o țară din Europa, recunoașterea offroad-ului ca sport auto. De asemenea, alături de Florin Radu, a înființat Comisia Națională de Off Road din cadrul Federației Române de Automobilism Sportiv. Cu peste 300 de sportivi licențiați, CNOR este cea mai numeroasă ramură FRAS. 

## Istoric
Cu doar 10 ani în urmă, off-road-ul românesc era mai mult o activitate de recreere decât o competiție sportivă, pentru că organizarea se făcea fără un set de regului clare. Dintre evenimentele de la acea vreme, se distingeau două repere:
- „Romania Extreme Adventure”[1] era o competiție de o săptămâna, organizată de Florin „Floyota” Radu în vârful muntelui, ce implica dormitul în cort, cina la lumina generatorului și repararea mașinii până la 2 noaptea, pe pajiște, cel mai apropiat sat fiind la 20 de km.

- „Bucovina Off-Road Challenge”[2] era o competiție de week-end, inițiată de Rasty Petzalis Gabriel[3], recunoscută pentru cel mai dur traseu pe care participanții îl aveau de parcurs. S-a desfășurat de două ori pe cod portocaliu de furtună fără a fi oprită și era genul de provocare pe care o puteau termina doar 2-3 mașini din 60-70 de participanți.

Rasty Petzalis, împreună cu Florin „Floyota” Radu, cei doi împătimiți care au făcut ca Off Road-ul să fie declarat sport în România.

### 2008: Rasty și Floyota se hotărăsc să dea coerență sportului pe care-l practică
La vremea respectivă, în lipsa regulilor, participanții cu masini 4x4 distrugeau atât mediul înconjurător, cât și propriile mașini prin modul lor haotic de a participa și de a organiza evenimente off-road. Pe de altă parte, acele competiții semi-organizate care existau deja nu aveau un set de reguli clare pentru echipaje. Astfel, clasamentele se făceau la multe competiții la mica înțelegere între organizator și participanți. Floyota și Rasty, prin statul lor de principali organizatori ai competițiilor de top de la acea vreme, impun primele regulamente, conving încă 5 organizatori să le adopte și ei în competițiile lor și înființează astfel într-o formă semi-oficială primul Campionat Național de Off-Road. Acest lucru creează totodată un nucleu funcțional de oameni pasionați de off-road din mai multe localități din țară.
După acest pas, prin care s-au aranjat oarecum lucrurile în lumea off-roadului din România, cei doi merg mai departe și încep procedurile de legalizare oficială, pentru a transforma off-roadul în ramură sportivă recunoscută oficial. Ei întocmesc toate documentele necesare pe care Ministerul Tineretului și Sportului le cerea la acea vreme pentru înființarea Federatiei de Off-Road. După primirea documentației, ministrul de la acea vreme cere un punct de vedere Federației Române de Automobilism Sportiv, având în vedere că off-road-ul este un sport „cu volan și patru roți”. Cu această ocazie, FRAS, care nu știa nimic despre fenomenul off-road în România, îi invită pe Floyota și Rasty la discuții. În acel moment, existau în jur de 20 de cluburi mai mult sau mai puțin oficiale și peste 500 de masini din toată țara care participau la competiții. 
După întâlnirea cu președintele federației și cu consiliul federal, se ia hotârârea înființării unei comisii de off-road în cadrul FRAS, urmând ca această comisie să se auto-administreze (regulamente, financiar etc.) și se stabilește schimbarea stautului FRAS pentru adăugarea off-roadului ca ramură sportivă oficială.

### 2009: Ia naștere Comisia Națională pentru Off Road din cadrul FRAS
Rasty și Floyota întocmesc toate regulamentele de etapă ale Campionatului Național sau ale altor evenimente off-road, regulamentele de organizare a acestora, regulamentele de arbitraj, stabilesc care sunt avizele necesare de la autoritățile statului pentru organizarea evenimentelor off-road. De asemenea, cei doi pun bazele școlii de arbitraj, dezvoltă tehnic monitorizarea online a echipajelor, stabilesc cum se face licențierea sportivilor, care sunt normele de securitate și întocmesc planuri de securitate pentru competiții. Prin legalizarea off-roadului și, astfel, a tuturor regulamentelor, normelor și restricțiilor impuse de comisie, nu se mai putea organiza oricând și oricum o competiție de off-road, iar concurenții erau clar reglementați față de traseele pe care trebuiau să le urmeze, clasarea lor la sfârșitul competiției era stabilită clar de regulament, iar protejarea mediului devenea o prioritate.

### 2010: Off-Road-ul este recunoscut ca sport, în premieră pentru o țară europeană
FRAS-ul schimbă statutul federației pentru a include off-roadul ca ramură sportivă. Din acel moment, România devine prima și singura țară din Europa în care off-road-ul este recunoscut ca sport, iar participanții ca sportivi. Floyota și Rasty aplică statutul comisiei din cadrul FRAS și îi conving astfel pe toți cei implicați în fenomenul off-roadului să înființeze cluburi sportive cu certificat de identitate sportivă, necesar pentru afilierea la Comisia Nationala de Off-Road din cadrul federației de automobilism sportiv. Apar, astfel, aproape 30 de cluburi înființate legal, ceea ce face ca off road-ul să devină a doua ramură sportivă ca importanță în cadrul FRAS, după raliu.
În aceste condiții, toți pasionații de off-road care vor să practice sportul devin membri în cluburi off-road afiliate la FRAS. Cu această ocazie apare și licența de sportiv off-road,  valabilă 1 an, care se poate emite doar după controale medicale de specialitate și asigurare în caz de accidente sportive pe perioada licenței. Au fost licențiați peste 300 de piloți și copiloți, cei mai mulți sportivi dintr-o ramura FRAS. 

### 2012: Rasty părăsește, alături de Floyota, Comisia Nationala de Off-Road
La finalul unui proces lung de legalizare și reglementare a sportului de care sunt pasionați, cei doi consideră că e vremea să ofere șansa celor care își doreau să conducă acest sport să o facă. Rămân în continuare sportivi concurenți, dar mai ales repere în organizarea evenimentelor off-road.

### 2015: Rasty demarează, în parteneriat cu Discovery, proiectul off-road inedit100tracks
100tracks e o combinație inedită de offroad și rally raid. Diferența față de concursurile de off-road clasice e că navigația nu se face după road book, ci după track-uri GPS pe care participanții le primesc și le încarcă în diverse device-uri: navigații GARMIN, smartphone-uri sau tablete. O altă noutate este aceea că 100tracks aduce competiția de pe drumuri forestiere în online, prin livestreaming. În cele mai interesante puncte ale traseului sunt montate camere, la fel și în mașinile concurenților. De asemenea, fiecare mașină are montată o baliză GPS, astfel încât poziția fiecărui echipaj poate fi văzut în timp real pe hartă aici: http://100tracks.net/ Arhivat în 3 aprilie 2015, la Wayback Machine.
Campionatul este organizat sub egida FRAS, are 10 etape, câte două pe eveniment, așa că vor fi, practic, cinci evenimente 100tracks, începând din mai până în septembrie.